# Léa Jamelot
Léa Jamelot, née le 28 novembre 1992 à Obernai, est une kayakiste française pratiquant la course en ligne.
Elle fait partie du K4 français sélectionné pour participer aux Jeux olympiques d'été de 2016.